# Szepesi Gusztáv
Szepesi Gusztáv, Szedunka (Miskolc, 1939. július 17. – Tatabánya, 1987. június 5.) olimpiai bajnok magyar labdarúgó, balhátvéd.

## Pályafutása
1959-ig Sajószentpéteren játszott. Innen került Tatabányára, ahol 1969-ig szerepelt az első csapatban.
A magyar válogatottban 5 alkalommal szerepelt 1965 és 1966 között. Tagja a Tokióban olimpiai aranyérmet szerzett csapatnak. 1965-ben kétszer lépett pályára a címeres mezben. Bécsben, Ausztria ellen debütált (1-0), majd Budapesten Olaszország következett (2-1). Mindkét meccsen jobbhátvédet játszott. 1966-ban a világbajnokságon lépett újra pályára. Első csoport mérkőzésen Portugália ellen (1-3) Sóvári nem remekelt és Baróti Lajos hosszas gondolkodás után adott bizalmat Szepesinek a következő Brazília elleni mérkőzésen, eredeti posztján balhátvédként. A felejthetetlen játékkal 3-1-es győzelmet hozó mérkőzésen az egész csapat kiválóan játszott.
| „                              | Szepesit látva nem hittünk a szemünknek. Úgy leradírozta Garrinchát, mintha a pályán sem lett volna! | ” |
| – Népsport korabeli tudósítása | |   |

Az ezt követő két világbajnoki mérkőzésen is ő szerepelt: Bulgária (3-1), Szovjetunió (1-2). Ezt követően soha többet nem volt válogatott.
1967-ben súlyos térdsérülést szenvedett és két műtét után sem lett már olyan, mint azelőtt. Visszavonulása után 30 évesen Tatabányán a sportiskolában oktatott futballt. A gyerekek nagyon szerették, de a vezetők bizalmát nem élvezte. 37 évesen telepőr lett Nagyegyházán és teljesen elszakadt a labdarúgástól. 1987-ben fiatalon – 48 évesen – agyvérzés következtében hunyt el.

## Sikerei, díjai
- Olimpiai 1. 1964, Tokió
- Világbajnoki 6.: 1966, Anglia
- Ezüst Turul-díj (Tatabánya): 2005 (posztumusz) – Csernai Tiborral és Gelei Józseffel közösen

## Statisztika

### Mérkőzései a válogatottban
| Magyarország | Magyarország       | Magyarország                   | Magyarország  | Magyarország | Magyarország  | Magyarország          | Magyarország | Magyarország |
| #            | Dátum              | Helyszín                       | Hazai         | Eredmény     | Vendég        | Kiírás                | Gólok        | Esemény      |
| ------------ | ------------------ | ------------------------------ | ------------- | ------------ | ------------- | --------------------- | ------------ | ------------ |
|              | 1963. december 3.  | Dakar                          | Szenegál      | 3 – 8        | Magyarország  | barátságos (olimpiai) | -            | becserélve   |
|              | 1963. december 8.  | Lomé                           | Togo          | 2 – 3        | Magyarország  | barátságos (olimpiai) | -            |              |
|              | 1963. december 15. | Accra                          | Ghána         | 1 – 2        | Magyarország  | barátságos (olimpiai) | -            |              |
|              | 1963. december 26. | Algír                          | Algéria       | 0 – 3        | Magyarország  | barátságos (olimpiai) | -            |              |
|              | 1964. április 15.  | Göteborg                       | Svédország    | 2 – 2        | Magyarország  | olimpiai selejtező    | -            |              |
|              | 1964. április 29.  | Palma de Mallorca              | Spanyolország | 1 – 2        | Magyarország  | olimpiai selejtező    | -            |              |
|              | 1964. május 6.     | Budapest, Népstadion           | Magyarország  | 3 – 0        | Spanyolország | olimpiai selejtező    | -            |              |
|              | 1964. október 11.  | Tokió, Olimpiai stadion (JPN)  | Magyarország  | 6 – 0        | Marokkó       | olimpiai B csoport    | -            |              |
|              | 1964. október 23.  | Tokió, Olimpiai stadion (JPN)  | Csehszlovákia | 1 – 2        | Magyarország  | olimpiai döntő        | -            |              |
| 1.           | 1965. június 13.   | Bécs, Práter-stadion           | Ausztria      | 0 – 1        | Magyarország  | vb-selejtező          | -            |              |
| 2.           | 1965. június 27.   | Budapest, Népstadion           | Magyarország  | 2 – 1        | Olaszország   | barátságos            | -            |              |
| 3.           | 1966. július 15.   | Liverpool, Goodison Park (ENG) | Magyarország  | 3 – 1        | Brazília      | vb-csoportkör         | -            |              |
| 4.           | 1966. július 20.   | Manchester, Old Trafford (ENG) | Magyarország  | 3 – 1        | Bulgária      | vb-csoportkör         | -            |              |
| 5.           | 1966. július 23.   | Sunderland, Roker Park (ENG)   | Szovjetunió   | 2 – 1        | Magyarország  | vb-negyeddöntő        | -            |              |
|              | Összesen           |                                |               | 5            | mérkőzés      |                       | 0            | gól          |